# Lars-Erik Wolfbrandt
Lars-Erik Wolfbrandt   (Forshems, 8 de desembre de 1928 - Örebro, 23 de març de 1991) fou un atleta suec, especialista en curses de velocitat i de mig fons, que va competir durant les dècades de 1940 i 1950.
El 1948 va prendre part en els Jocs Olímpics de Londres, on guanyà la medalla de bronze en la prova dels 4x400 metres del programa d'atletisme. Formà equip amb Kurt Lundquist, Folke Alnevik i Rune Larsson. Quatre anys més tard, als Jocs de Hèlsinki, disputà tres proves del programa d'atletisme. Fou vuitè en els 800 metres, mentre en les altres dues quedà eliminat en sèries.
En el seu palmarès destaquen dues medalles de bronze al Campionat d'Europa d'atletisme de 1950, en els 400 metres, rere Derek Pugh i Jacques Lunis; i els 4x400 metres, formant equip amb Gösta Brännström, Tage Ekfeldt i Rune Larsson. A nivell nacional guanyà cinc campionats suecs, dos dels 200 metres (1948 i 1949) i tres dels 400 (1949, 1950 i 1954). Entre 1953 i 1958 va posseir el rècord suec dels 400 metres.

## Millors marques
- 100 metres. 10.9"
- 200 metres. 21.9"
- 400 metres. 47.4" (1953)
- 800 metres. 1' 50.0" (1952)[1][6]